# Dirka po Franciji 1959
| Mesto | Ime                 | Čas               |
| ----- | ------------------- | ----------------- |
| 1     | Federico Bahamontes | 123 h 46 min 45 s |
| 2     | Henry Anglade       | 4 min 1 s         |
| 3     | Jacques Anquetil    | 5 min 5 s         |
| 4     | Roger Rivière       | 5 min 17 s        |
| 5     | Francois Mahé       | 8 min 22 s        |

Dirka po Franciji 1959 je bila 46. dirka po Franciji, ki je potekala leta 1959.

## Pregled
| Kategorije                          | Podatki          |
| ----------------------------------- | ---------------- |
| Začetek-konec                       | Mulhouse - Pariz |
| Dolžina (km)                        | 4.391            |
| Število etap                        | 22               |
| Povprečna hitrost zmagovalca (km/h) | 35,474           |
| Kolesarjev                          | 120              |
| Tekmo končalo                       | 65               |